# Rafqa

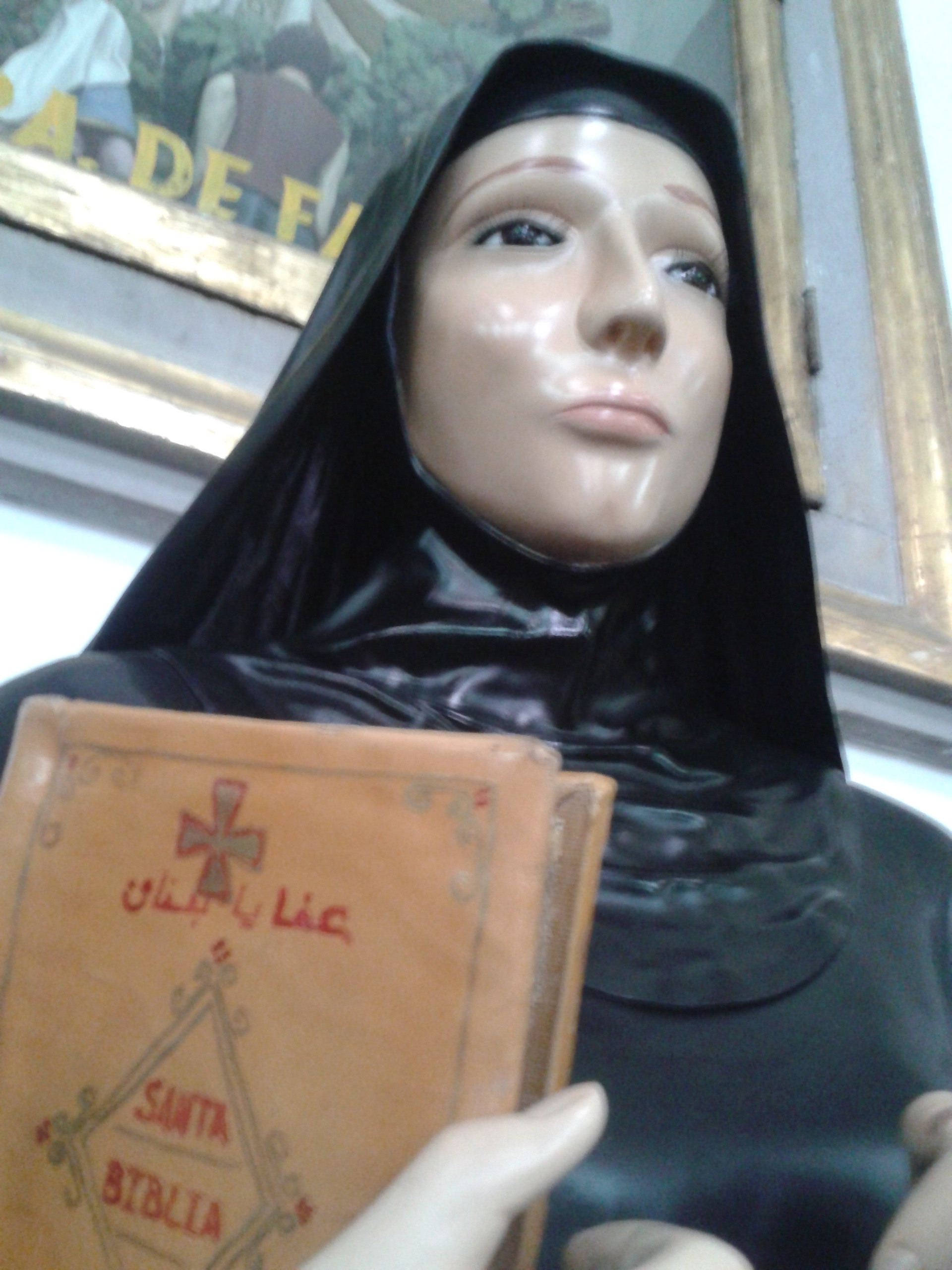
Heiligenbeeld van st. Rafqa in een kerk in Mexico-Stad

Rafqa (Arabisch: رفقا بطرسيّة شبق ألريّس, Rafqa Pietra Choboq Ar-Rayès)  (Himlaya nabij Bikfaya, 29 juni 1832 - Jrabta, bij Batroun, 23 maart 1914) is een Libanees maronitisch heilige.

## Jeugd
Ze werd Boutroussieh gedoopt, naar de heilige van haar geboortedag, Sint-Petrus. Haar roepnaam was Pierina (Petronella), ze was enig kind. Het leven in het negentiende-eeuwse Libanon was niet eenvoudig en werd nog moeilijker voor Pierina toen haar moeder overleed, ze was nog maar zes. Ze moest het huishouden doen, eerst thuis en toen ze elf werd ging ze naar Syrië om vier jaar in de huishouding te werken. Op haar veertiende verklaarde ze dat zij zich geroepen voelde om non te worden. Haar vader was het er niet mee eens.
In 1853 trad ze op 21-jarige leeftijd in bij de Mariale orde van de Onbevlekte Ontvangenis in Bikfaya, ze koos de kloosternaam Anissa (Agnes). Drie jaar later werd de postulante opgenomen als novice.
Toen de orde samenging met de orde van het Heilig Hart van Jezus kregen de zusters de keuze om mee te gaan, naar een andere orde over te gaan, of van hun geloften te worden ontslagen. Anissa die vaak tot inzicht kwam door dromen, stemmen en visioenen, trad in in de Libanese orde van Antonius van de Maronieten, nadat zij gedroomd had over de heilige Antonius de kluizenaar. Daar nam zij de naam Rafqa (Rebecca) aan.

## Heiligverklaring
In 1885 op het feest van de heilige rozenkrans vroeg de 53-jarige Rafqa in een gebed of zij mocht delen in het lijden van Christus. Nog dezelfde nacht voelde zij een zeer ernstige pijn in het hoofd, die uitstraalde naar de ogen. Rafqa werd blind en raakte verlamd. Rafqa was dankbaar dat haar gebed was verhoord. De dertig jaar die volgde vulde zij met bidden. Ze probeerde ook bij te dragen aan het eenvoudige werk in het klooster zoals spinnen en breien, voor zover ze daartoe in staat was, maar in 1907 was ze volledig blind en verlamd. In 1981, tijdens het verzamelen van bewijzen voor de canonisatie, werd vastgesteld dat Rafqa waarschijnlijk had geleden aan een vorm van tuberculose, waarbij de ogen en de botten waren aangetast. Een ziekte die ondraaglijke pijnen veroorzaakt. 
In 1897, verhuisde Rafqa naar het nieuwe Sint-Jozefklooster in Batroun. Tegen het einde van haar leven zei Rafqa tegen de moeder overste nog eenmaal een uur te willen zien. Even later hoorde moeder overste de blinde zuster zeggen: "Moeder, ik kan u zien." Na een uur viel Rafqa in slaap, ze werd 82 jaar oud. 
Na haar dood kwamen van heinde en verre gelovigen naar het graf. Zij kreeg als eretitel het Bloempje van Libanon. Paus Johannes Paulus II verklaarde haar  zalig op 17 november 1985 en op 10 juni 2001 volgde de  heiligverklaring.

## Andere namen
Rafqa is ook bekend onder vele andere namen, waaronder: 

Agnes; Anissa; Boutrosiya; Boutrossieh Ar-Rayes; Boutrossieh; Lely van Himlaya; Bloempje van Libanon; Petra; Petronilla; Pierette; Purple Rose; Rafka Al Rayes; Rafka; Rafqa Shabaq al-Rayes; Rafka Choboq Ar-Rayes; Rafqa Pietra Choboq Ar-Rayès; Rebecca; Rebecca Pierrette Ar-Rayes; Rebekka Ar Rayès.